# 난징 자동차
난징 자동차(영어: Nanjing Automobile)는 1947년에 설립된 국영 기업으로, 중국의 자동차 제조업체 중 가장 오래된 회사이다.

## 같이 보기
- 중국의 자동차 산업